# Безродных, Сергей Игоревич
Серге́й И́горевич Безро́дных (род. в 1980 году) — российский математик, доктор физико-математических наук (2017). Профессор РАН с 2018 года. Академик РАН (2025).

## Биография
Окончил МФТИ (2002). Кандидатская диссертация: Сингулярная задача Римана — Гильберта и её приложение (2006).
Обучался в докторантуре ВЦ РАН с 1 апреля 2007 по 31 марта 2010 года. Докторская диссертация по специальности 01.01.03 — Математическая физика: «Сингулярная задача Римана — Гильберта, гипергеометрическая функция Лауричеллы и приложения к астрофизике» (2017).
Работа (в настоящее время):
- МГУ имени М. В. Ломоносова, Государственный астрономический институт имени П. К. Штернберга, Отдел физики Солнца, старший научный сотрудник, с 1 марта 2007
- старший научный сотрудник в Федеральном исследовательском центре «Информатика и управление» Российской академии наук.
- Начальник отдела, заместитель академика-секретаря по научно-организационной работе Отделения математических наук РАН.

Весной 2018 года присвоено почётное учёное звание профессора РАН. В 2025 году избран действительным членом РАН по Отделению математических наук.

## Награды
- Орден Дружбы (5 февраля 2024 года) — за большой вклад в развитие отечественной науки, многолетнюю плодотворную деятельность и в связи с 300-летием со дня основания Российской академии наук[3]
- Премия имени М. А. Лаврентьева (2021) — за цикл работ «Новые методы в теории гипергеометрических функций многих переменных и их приложения»